# راي فولكنير
راي فولكنير (بالإنجليزية: Ray Faulkner)‏ هو لاعب كرة قدم بريطاني في مركز نصف الجناح، ولد في 26 مايو 1934 في Horncastle ‏ في المملكة المتحدة. لعب مع غريمسبي تاون.